# Sammy Lowe
Samuel „Sammy“ Lowe (* 14. Mai 1918 in Birmingham (Alabama); † 7. Februar 1993 ebenda) war ein US-amerikanischer Trompeter, Arrangeur, Orchesterleiter und Musikproduzent im Bereich des Jazz, Rhythm and Blues und der Popmusik.

## Leben und Wirken
Lowe besuchte das Alabama State College, hatte Unterricht bei dem Bandleader John T. „Fess“ Whatley und arbeitete ab Mitte der 1930er-Jahre als Trompeter und Arrangeur bei Erskine Hawkins, mit dessen Orchester 1936 erste Aufnahmen für Vocalion Records entstanden. Er arbeitete über zwanzig Jahre bei Hawkins, für den er „Bear Mash Blues“ schrieb, in dieser Zeit außerdem mit Don Redman, Sammy Davis, Jr., Cab Calloway, Sy Oliver, Lucky Millinder und Willie Bryant, ferner mit Marla Smith, Bobby Smith, Julian Dash und Dud Bascomb.
Von den 1950er- bis 1970er-Jahre arbeitete Lowe mehr mit Rock ’n’ Roll, Rhythm and Blues und Soul-Musikern, vor allem mit Teacho Wiltshire als Arrangeur/Produzent bei Roulette Records; 1951 nahm er mit seinem Orchester die Instrumentalnummer „Wimoweh“ auf; mit dem Song hatten dann The Tokens 1961 unter dem neuen Titel „The Lion Sleeps Tonight“ einen Nummer-1-Hit in den Vereinigten Staaten. Um 1960 begleitete er mit seinem Orchester Vokalistinnen wie Rose Hardaway (It’s Time for Rose) und Mary Ann Fisher; er spielte außerdem in dieser Zeit mit Panama Francis, King Curtis, Sam „The Man“ Taylor und Willis Jackson (Soul Grabber, 1967).
Als Arrangeur und Orchesterleiter arbeitete er in den 1960er-Jahren für Sam Cooke, Benny Goodman, Roy Hamilton („You Can Have Her“), Screamin’ Jay Hawkins, Anna King & Bobby Byrd, Little Peggy March, Nina Simone, Marge Dodson und Pat Thomas, ferner für die Vokalgruppen Mickey & Sylvia („Love Is the Only Thing“), The Platters („My Prayer“, 1962) und The Isley Brothers. Er arbeitete mehrere Jahre mit James Brown bei dessen Aufnahmesessions für King Records; Lowe war insbesondere am Arrangement bzw. der Orchestrierung der Erfolgstitel „Prisoner of Love“ (1963) und „It’s a Man’s Man’s Man’s World“ von 1966 beteiligt.
Nach Tom Lord war er zwischen 1936 und 1969 an 109 Aufnahmesessions beteiligt. Unter eigenem Namen veröffentlichte er in den späten 50er und 60er-Jahren eine Reihe von Pop-Instrumental-Nummern wie „Baby Baby Baby“ (Mercury S1884X), „Easy My Love“ (Candlelight 1014) und „Speak Up“ (Newport 7001) sowie die Alben Hitsville U.S.A und Cleopatra Rock (RCA Victor). In den 1970er-Jahren unterrichtete er an einer High School an seinem Wohnort in Teaneck, New Jersey. Nach dem Tode seiner Frau kehrte er in seinen Heimatort Birmingham zurück, wo er 1993 starb. Sein Sohn Sammy Lowe Jr. ist Soulsänger, Songwriter und Keyboarder. Lowe wurde 1978 in die Alabama Music Hall of Fame aufgenommen.
Martin Munro verglich Lowes und Pee Wee Ellis’ Arbeit als Arrangeure und Orchesterleiter für James Brown mit der von Charles Mingus und Duke Ellington, in dem sie Browns Ideen in flexible, aber hoch strukturierte Arrangements verwandelten.